# Rauvolscin
Rauvolscin (izojohimbin, α-johimbin, i korinantidin) je alkaloid koji je prisutan kod više vrsta biljki iz rodova Rauwolfia i Pausinystalia. On je stereoizomer johimbina. Rauvolscin je stimulant centralnog nervnog sistema, lokalni anestetik i u izvesnoj meri afrodizijak.
Rauvolscin deluje predominantno kao antagonist α2-adrenergičnog receptora. On takođe deluje kao parcijalni agonist  receptora i antagonist  i  receptora.